# Семейная партия за объединение и мир во всём мире
Семейная партия за объединение и мир во всём мире (англ. (Peace United Family Party, или Family Party for Peace and Unity) — независимая политическая партия Республики Корея, платформой которой является объединение Кореи и пропагандирование семейных ценностей.

## В Республике Корея
Члены партии выдвигаются на парламентских выборах прямого пропорционального голосования в каждом из 46 избирательных округов. Основателем партии является Мун Сон Мён. 
Партия участвовала во всеобщих выборах 2009 и 2012 года в Республике Корея, но не получила ни одного мандата в Парламенте и в региональных законодательных органах. Одна из главных целей, декларируемых партией, — мирное воссоединение Корейского полуострова. 

## В Непале
Также партия действует в Непале под названием Семейная партия Непала (неп. नेपाल परिवार दल), где она выиграла одно место. Президентом партии является её представитель в парламенте Непала Эк Нат Дхакал.

## Идеология
Идеология партии базируется на так называемой Философии головного крыла - трактуемой как "золотая середина" между идеологиями правого крыла и левого крыла. 